# پلاستیک‌های مهندسی
پلاستیک‌های مهندسی گروهی از مواد پلاستیکی هستندکه با داشتن خواص بهتر مکانیکی و یا حرارتی, به‌طور گسترده ای استفاده می‌شوند (مانند پلی استایرنهای پی وی سیهای پلی پروپیلن و پلی اتیلن).
با وجود گران تر بودن - پلاستیک‌های مهندسی در مقادیر پایین تر تولید شده و برای کاربردها  اجسام کوچکتر و یا کم حجم  (مانند قطعات مکانیکی) به جای به صورت فله و با حجم بالا (مانند ظروف و بسته بندی) استفاده می‌شوند .
این اصطلاح معمولاً اشاره به گرمانرم مواد به جای ترمو ست دارند، نمونه‌هایی از پلاستیک‌های مهندسی عبارتند از اکريلونيتريل بوتادین استایرن (ABS) برای ماشین ضربه گیرهای داشبورد تر و تمیز و لگو آجری استفاده می‌شود ; پلی کربنات ها مورد استفاده در کلاه ایمنی موتور سیکلت; و پلی آمیدها (نایلون) استفاده می‌شود برای اسکی و چکمه اسکی می‌باشند .
پلاستیک های مهندسی به تدریج جایگزین مواد مهندسی سنتی مانند چوب و فلز در بسیاری از کاربردها می شوند. به علاوه در برابر وزن و قدرت و خواص دیگر آنها، پلاستیک های مهندسی بسیار ساده تر هستند، مخصوصا در شکل های پیچیده.
بازار جهانی مهندسی پلاستیک در سال 2014 به ارزش 57.2 میلیارد دلار ارزش دارد و انتظار می‌رود تا سال 2020 به میزان 91.78 میلیارد دلار برسد و نرخ رشد سالانه آن 8.2 درصد باشد.

## مربوط به خواص
هر پلاستیک مهندسی معمولاً دارای یک ترکیب منحصر به فرد از خواصی است که برای برخی از کاربردها است ساخته می‌شود. برای مثال پلی کربنات بسیار مقاوم در برابر ضربه در حالی که پلی آمیدها بسیار مقاوم در برابر سایش. خواص دیگر به نمایش گذاشته شده توسط گریدهای مختلف از پلاستیک‌های مهندسی عبارتند از: مقاومت در برابر حرارت مقاومت مکانیکی استحکام ثبات شیمیایی خود روانکاری (مخصوص استفاده در ساخت چرخ دنده و ترمز ماشین‌ها) و ایمنی و آتش است.

## لیست پلاستیک های مهندسی
- اکريلونيتريل بوتادین استایرن (ABS)
- نایلون 6
- نایلون 6-6
- پلی امیدها (PA)
- پلی بوتیلن ترفتالات ترفتالات (PBT)
- پلی کربنات (PC)
- Polyetheretherketone (PEEK)
- Polyetherketone (PEK)
- پلی اتیلن ترفتالات (PET)
- پلی میدها
- Polyoxymethylene پلاستیک (POM / Acetal)
- پلی فنولین سولفید (PPS)
- پلی فنولین اکسید (PPO)
- پلی سولفون (PSU)
- پلی تترافلوئورواتیلن (PTFE / تفلون)